# Оскар (кіт)
Оскар (2005 — 22 лютого 2022) — кіт, який живе в будинку для літніх людей в місті Провіденсі штату Род-Айленд і вміє прогнозувати смерть невиліковно хворих людей. Став відомий в липні 2007 року. Однозначного пояснення цього явища немає.

## Біографія
Оскар потрапив у будинок для літніх людей маленьким кошеням. Його взяли з притулку для бездомних тварин і принесли в реабілітаційний центр, кошеня саме вибрало для проживання третій поверх, де розташовувався корпус для недоумкуватих і людей, які страждають на хворобу Альцгеймера. Через півроку медпрацівники стали помічати, що Оскар щоранку обходить коридори і палати. Не дуже ласкавий кіт, Оскар в якісь моменти став сідати поруч з кимось із хворих і не відходив від них. Незабаром хворі вмирали. За багато років Оскар передбачив смерть близько 50 хворих.
Багато родичів вмираючих людей вдячні Оскару. Об'єкти уваги Оскара швидко дзвонили родичам, які встигали попрощатися з ними
Дослідники вважають, що природа пророцтв Оскара чисто медична і ніяк не пов'язана з нічим паранормальним.

## У масовій культурі
- Стівен Кінг зізнавався в тому, що Оскар надихнув його на написання роману «Доктор Сон».[5]
- Кіт, який пророкує смерть, з'являється в 18-му епізоді п'ятого сезону серіалу «Доктор Хаус».